# 万角形
万角形（まんかくけい、まんかっけい、myriagon）は、多角形の一つで、10000本の辺と10000個の頂点を持つ図形である。内角の和は1799640°、対角線の本数は49985000本である。

## 正万角形
正万角形においては、中心角と外角は0.036°で、内角は179.964°となる。一辺の長さが a の正万角形の面積 S は
{\displaystyle S=2500a^{2}\cot {\frac {\pi }{10000}}}

### 正万角形の作図
正万角形は定規とコンパスによる作図が不可能な図形である。
正万角形は折紙により作図が不可能な図形である。